# Ruba inflata
Ruba inflata är en tvåvingeart som beskrevs av Walker 1859. Ruba inflata ingår i släktet Ruba och familjen vapenflugor. Inga underarter finns listade i Catalogue of Life.